# Condado de Ząbkowice Śląskie
Condado de Ząbkowice Śląskie (polaco: powiat ząbkowicki) é um powiat (condado) da Polónia, na voivodia da Baixa Silésia. A sede do condado é a cidade de Ząbkowice Śląskie. Estende-se por uma área de 801,75 km², com 69 644 habitantes, segundo o censo de 2005, com uma densidade de 86,86 hab/km².

## Divisões admistrativas
O condado possui:
Comunas urbana-rurais: Bardo, Ząbkowice Śląskie, Ziębice, Złoty Stok
Comunas rurais: Ciepłowody, Kamieniec Ząbkowicki, Stoszowice
Cidades: Bardo, Ząbkowice Śląskie, Ziębice, Złoty Stok

## Demografia
População (dados de 30 de Junho de 2005):
|          | Total   | Total | Mulheres | Mulheres | Homens  | Homens |
| -------- | ------- | ----- | -------- | -------- | ------- | ------ |
|          | pessoas | %     | pessoas  | %        | pessoas | %      |
| Total    | 69 644  | 100   | 36 016   | 51,7     | 33 628  | 48,3   |
| Cidades  | 31 353  | 100   | 16 630   | 53       | 14 723  | 47     |
| Povoados | 38 291  | 100   | 19 386   | 50,6     | 18 905  | 49,4   |